# Carl Gustav Fleischer
Carl Gustav Fleischer (ur. 28 grudnia 1883 w Nord-Trøndelag, zm. 19 grudnia 1942 w Toronto) – generał major Królewskiej Armii Norweskiej, kawaler Orderu Virtuti Militari.

## Szkic biograficzny
Carl Gustav Fleischer był synem pastora w Bjørnar w okręgu Nord-Trøndelag. Wcześnie osierocony przez ojca, zamieszkał wraz z matką w Trondheim, gdzie pobierał pierwsze nauki, potem uczęszczał do gimnazjum w Oslo (wówczas: Kristiania) i zdał tam maturę w 1902. Wybrał karierę zawodowego oficera i zapisał się do Wyższej Szkoły Wojskowej w Kristianii, którą ukończył w 1905 jako najlepszy ze swego rocznika.
Na początku 1939 awansował na generała majora i otrzymał z rąk Bassa dowództwo 6 Dywizji Piechoty. Po inwazji hitlerowskiej na Norwegię (9 kwietnia 1940) przejął funkcję głównodowodzącego siłami norweskimi na północy kraju. Razem ze starostą z Troms Fleischer zorganizował powszechną mobilizację w tej części kraju. Dowodził oddziałami norweskimi w czasie bitwy o Narwik, która doprowadziła do odbicia Niemcom Narwiku 28 maja 1940.
10 maja 1940 wojska niemieckie zaatakowały Francję i Benelux. Siły alianckie w Norwegii wycofano i walczące jeszcze jednostki norweskie kapitulowały 10 czerwca. Król Haakon VII i rząd udali się na wygnanie do Wielkiej Brytanii. Fleischer chciał pozostać w kraju i organizować ruch oporu, ale otrzymał rozkaz wyjazdu wraz z królem i rządem, któremu się podporządkował.
W grudniu 1940 Naczelny Wódz, gen. Władysław Sikorski udekorował Fleischera przed frontem całej Brygady Podhalańskiej krzyżem orderu Virtuti Militari.
W Wielkiej Brytanii Fleischer został szefem Sztabu Generalnego Norweskich Sił Zbrojnych na uchodźstwie, ale wkrótce poróżnił się z rządem, który mianował głównodowodzącym innego generała (1942). Fleischer podał się do dymisji, po czym został wysłany do Kanady jako dowódca minimalnych norweskich jednostek szkolonych w tym kraju. 1 grudnia 1942 został mianowany norweskim attaché wojskowym w Stanach Zjednoczonych, ale funkcji nie zdążył objąć, gdyż 19 grudnia popełnił w napadzie depresji samobójstwo wystrzałem z pistoletu w serce (urząd attaché wojskowego pełnili na ogół majorowie czy najwyżej pułkownicy, a więc Fleischer czuł się zawiedziony i obrażony).
Po wyzwoleniu Norwegii w roku 1945 prochy generała przewieziono do ojczyzny i pochowano na cmentarzu Chrystusa Zbawiciela w północnej dzielnicy Oslo. W pogrzebie wzięli udział król Haakon VII i następca tronu Olaf, przedstawiciele sprawującej wówczas władzę w Norwegii socjaldemokracji na uroczystość nie przybyli.
Oprócz Virtuti Militari generał Fleischer posiadał inne wysokie odznaczenia wojenne, m.in. brytyjski Order Łaźni (komandorię)., francuski Croix de Guerre oraz norweski Krzyż Wojenny.